# Портрет архітектора
«Портрет архітектора» — картина художника 16 століття Лоренцо Лотто з Венеції.

## Повага до архітекторів
Мало які фахівці користувались таким попитом і такою повагою, як архітектори. Це повелося ще з середньовіччя. Геніями були середньовічні архітектори Віллар де Оннекур, Вільям Джой, Арнольфо ді Камбіо, Парлерж, Арістотель Фіораванті та інші.
Професія вимагала доброї освіти, немалих здібностей, розвинутої уяви і пам'яті, організаційних талантів. Будівничі фортець були вимушені ще й зберігати таємниці. Фах архітектора був престижним. І бути залученими до архіткетури і звання військового інженера бажали і Леонардо да Вінчі, і Альбрехт Дюрер, і Матіас Грюневальд.
Неабиякою повагою користувались і будівничі в Венеції, де будувати на вологих і нетвердих ґрунтах було особливо важко.

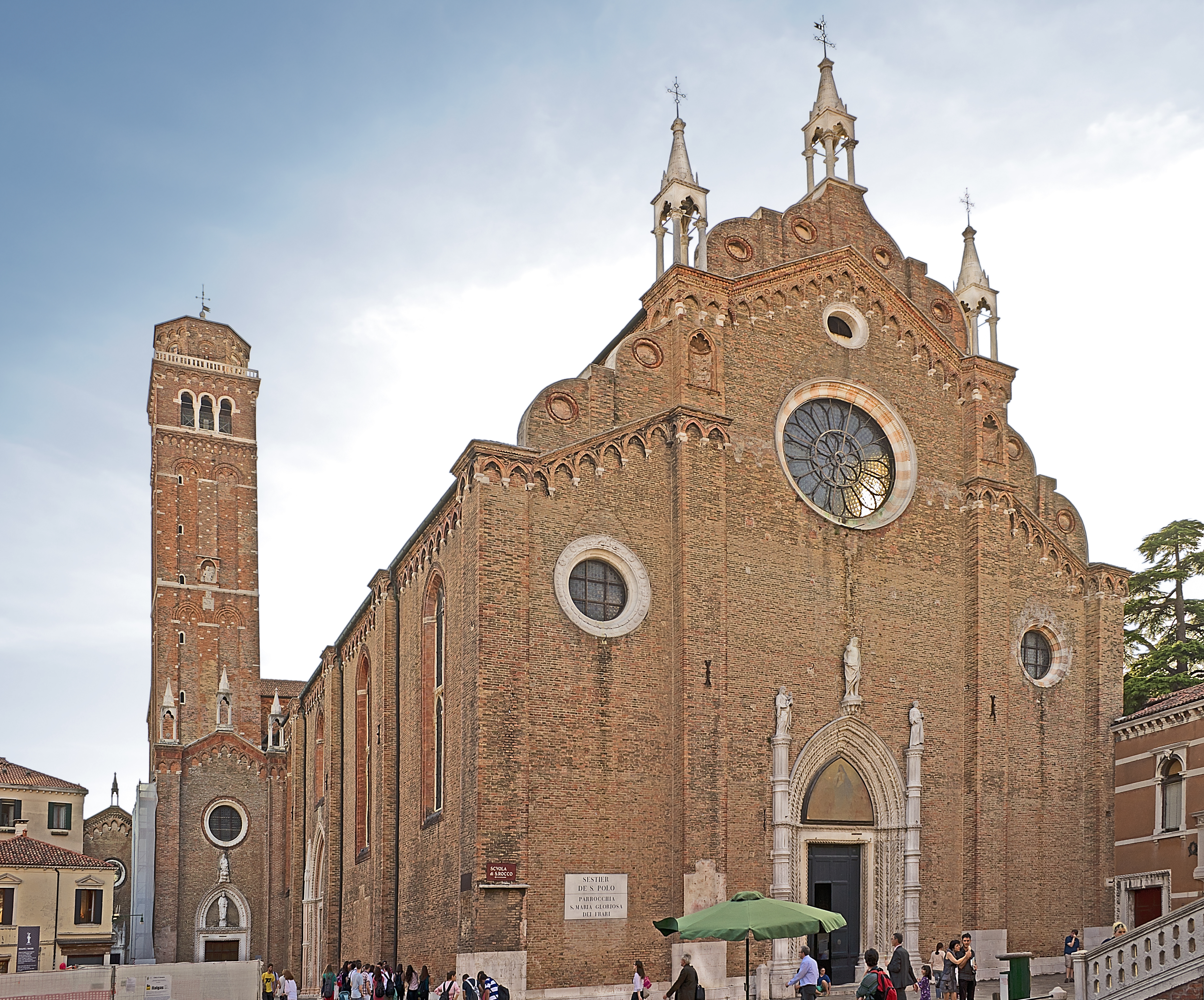
Санта Марія Глоріоза деі Фрарі в Венеції

## Портрет архітектора пензля Лоренцо Лотто
В період життя у Венеції до художника часто звертались з проханням намалювати портрет. В Венеції занадто парадно малювали лише офіційні портрети дожів. Цей стиль не дуже підходив до зображення приватних осіб, не обтяжених владою і політикою. Стиль Лотто був стримано урочистим і приємним за кольорами. У період 1523—1535 років Лотто був просто завалений замовами на портрети. Пізніше, розсіяні по приватним оселям, портрети втрачали імена. І багатьох з тих, кого малював Лоренцо Лотто, ми тепер знаємо по умовним назвам «Чоловік в червоному», «Жіночий портрет», « Чоловік в чорному плащі». Втратив своє ім'я і «Портрет архітектора». Він і досі в приватній збірці.

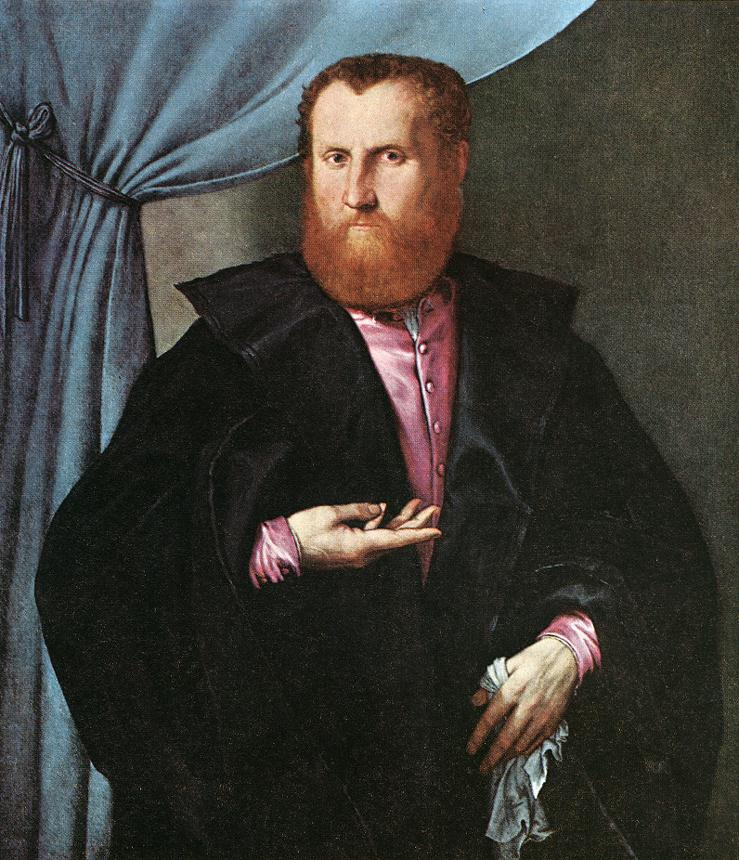
Портрет чоловіка в чорному плащі
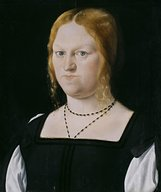
Жіночий портрет
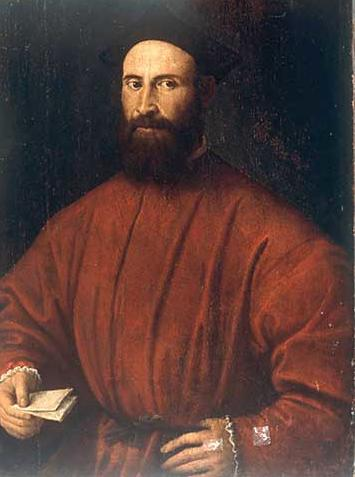
Чоловік в червоному

Молодий будівничий стомлено сперся на стіл, де лежать кутник і циркуль, давні атрибути фаху архітектора. Однотонні фарби скатертини і одягу митця зовсім не нудні. Разом вони справляють приємне і гармонійне враження. Поза митця вільна і невимушена. Бо і портрет мусив прикрасити рідну оселю, де можна не чепуритися і ходити розхристаним. Архітектор старанно позує і з повагою дивиться на художника, заклопотаного точним відтворенням рис обличчя і сукні. Здається, митці добре розуміли один одного. А після сеансу сідали за той же стіл з циркулем, пили солодке вино і співали пісень. Бо венеційці самі про себе гордовито казали: Ми перш за все венеційці, а вже потім католики.